# Tsuruga
Tsuruga (japanisch 敦賀市, -shi) ist eine Stadt in der Präfektur Fukui in Japan.

## Geographie

### Geographische Lage
Tsuruga liegt südlich der Präfekturhauptstadt Fukui und nördlich von Kyōto an der Wakasa-Bucht. Sie ist die größte Stadt in der Provinz Wakasa.

### Angrenzende Städte und Gemeinden

#### Präfektur Fukui
- Mihama
- Minami-Echizen

#### Präfektur Shiga
- Takashima
- Yogo
- Nishiasai

## Geschichte
Tsuruga war früher ein wichtiger Ort in der historischen Provinz Echizen und ein bedeutender Standort japanischer Fürsten, allen voran in der Sengoku-Zeit. 1899 etablierte man Tsuruga als offenen Handelshafen für Schiffe aus den Vereinigten Staaten und dem Vereinigten Königreich. Die Ernennung zur Stadt, also Shi, erfolgte am 1. April 1937 mit dem Zusammenschluss der gleichnamigen Chō (敦賀町, -chō) und dem Mura Matsubara (松原村, -mura) zur Gun (敦賀郡).

Zu Anfang des Zweiten Weltkrieges spielte Tsuruga trotz der Kollaboration des japanischen Kaiserreiches mit dem NS-Staat eine wichtige Rolle bei der Rettung polnischer Juden. Nach dem Überfall Deutschlands auf Polen flohen 1939 ungefähr 10.000 polnische Juden in das zunächst neutrale Litauen. Dem japanischen Konsul in Litauen, Chiune Sugihara, gelang es mittels ausgestellter Visa und weiterer Bemühungen insgesamt 3.500 der polnischen Juden eine Reise mit der Transsibirischen Eisenbahn bis an die Pazifikküste nach Nachodka zu ermöglichen, von wo sie schließlich mit dem Schiff nach Tsuruga übersetzen konnten. Der Hafen von Tsuruga erhielt später aus diesem Grund den Namen „Port of Humanity“ (dt. Hafen der Menschlichkeit) verliehen. Ein Museum in Tsugura erinnert an die Rettung der polnischen Juden.

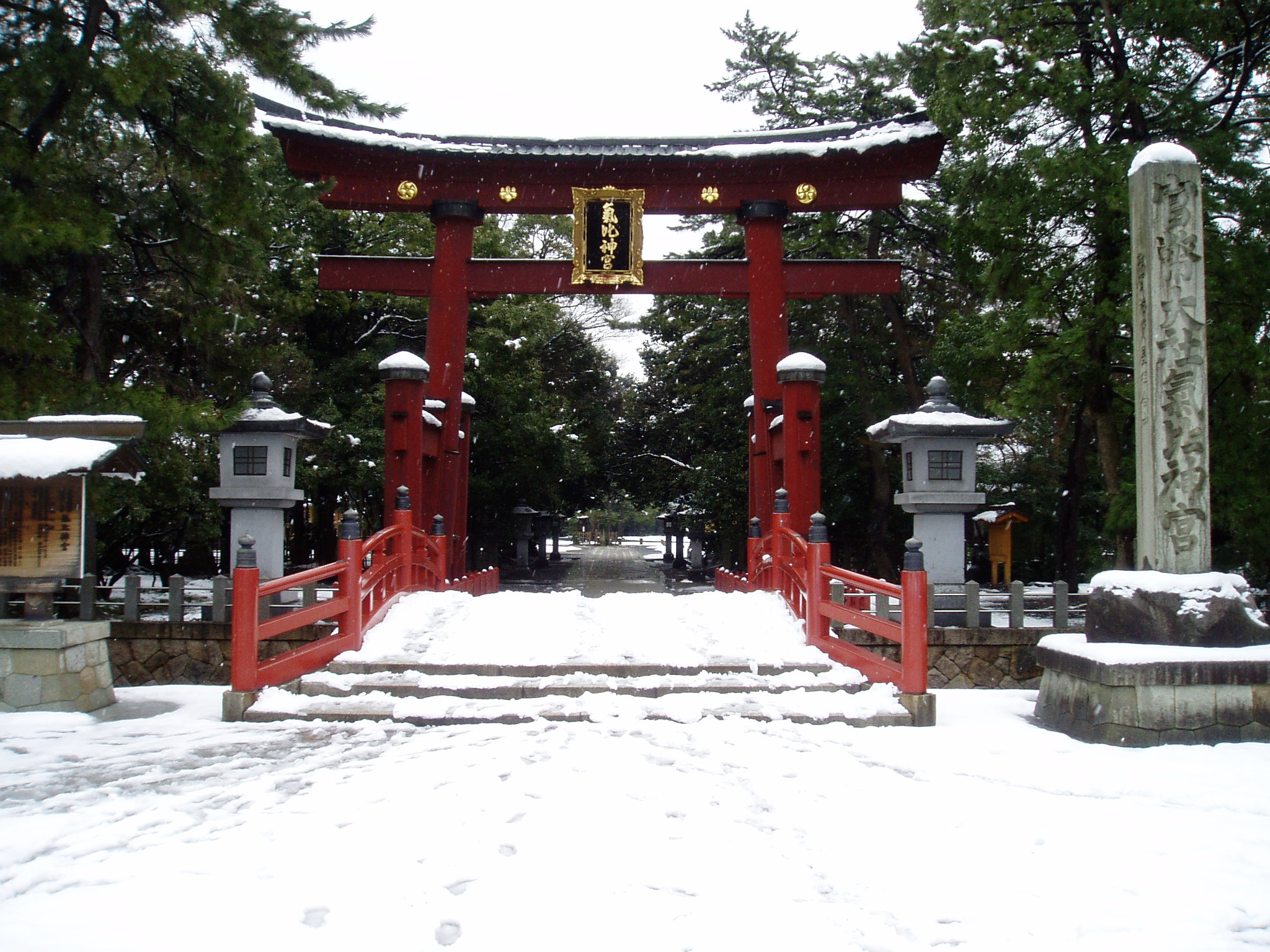
Großtorii (大鳥居, Ō-Torii) des Kehi-jingū

## Sehenswürdigkeiten
Sehenswert ist der Shintō-Schrein Kehi-jingū (氣比神宮).
In Tsuruga befinden sich etwa 20 Bronzestatuen von Charakteren und Szenen aus bekannten 1970er-Jahre Anime-Serien Uchū Senkan Yamato und Galaxy Express 999. Obwohl deren Schöpfer Leiji Matsumoto woanders geboren wurde, wurden sie im Rahmen einer Ausstellung seines Werkes im Jahre 1999 hier errichtet.

## Wirtschaft und Infrastruktur

### Unternehmen
In Tsuruga liegen im Ortsteil Myōjinchō auch das Kernkraftwerk Tsuruga, aus dem wiederholt Radioaktivität ausgetreten ist, und der stillgelegte ATR-Prototyp Fugen sowie im Ortsteil Shiraki der Brutreaktor Monju.

### Bildung
Im Jahr 2014 wurde die Städtische Universität für Pflegewissenschaft Tsuruga gegründet. Zudem existiert die Tsuruga-Highschool.

### Verkehr

#### Straßen
- Hokuriku-Autobahn
- Nationalstraße 8
- Nationalstraße 27
- Nationalstraßen 161, 162, 476

#### Züge
- JR Hokuriku-Shinkansen nach Takasaki bzw. Tokio
- JR Hokuriku-Hauptlinie nach Maibara und Joetsu
- JR Obama-Linie
- JR Kosei-Linie

## Söhne und Töchter der Stadt
- Hashimoto Shinkichi (1882–1945), Linguist

## Städtepartnerschaften
- Mito, Japan, seit 1965
- Donghae, Südkorea, seit 1981
- Nachodka, Russland, seit 1982
- Kakamigahara, Japan, seit 1989
- Taizhou, Volksrepublik China, seit 2001

## Weblinks

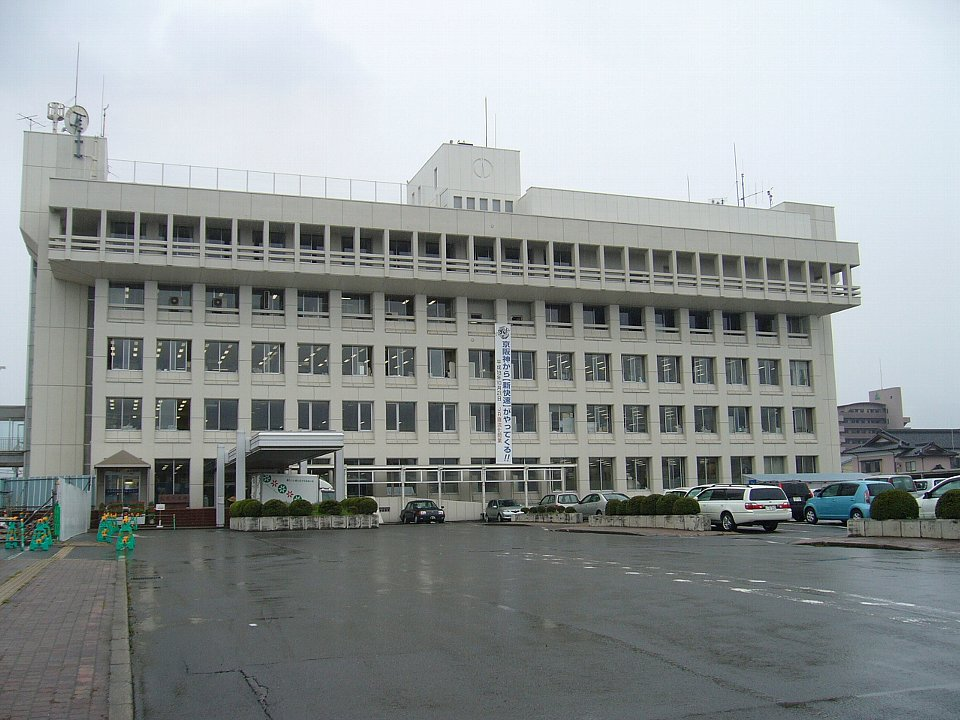
Rathaus von Tsuruga